# Crónica (revista)
Crónica va ser una revista d'informació general editada a la ciutat espanyola de Madrid entre 1929 i 1938.
De tiratge setmanal, va ser publicada entre 1929 i 1938 i incloïa contingut de moda, relats curts, entrevistes, cròniques i reportatges diversos. Es publicava els diumenges a 20 cèntims. El seu últim exemplar va ser de l'11 de desembre de 1938.
Crònica va ser editada per Prensa Gráfica. Juntament amb Estampa va ser «una de les revistes gràfiques d'informació general amb més tirada durant la república», afirmant-se que aquesta va poder aconseguir els 200 000 exemplars. El contingut de la revista ha estat considerat com a «popular» i «lleuger», fins i tot «sensacionalista», arribant a aparèixer fins i tot nus femenins. En termes polítics va ser una publicació bastant moderada i no gaire prolixa, amb altres fonts apuntant «una notable inclinació en favor de la democràcia», malgrat la qual cosa amb freqüència va ser atacada per publicacions d'esquerra. Dirigida per Antonio González Linares, en ella van col·laborar autors com Fernando de la Milla Alonso de la Florida, César González Ruano, Antoniorrobles, Germán Gómez de la Mata, Elena Fortún o Enrique Díez Canedo.

## Referències

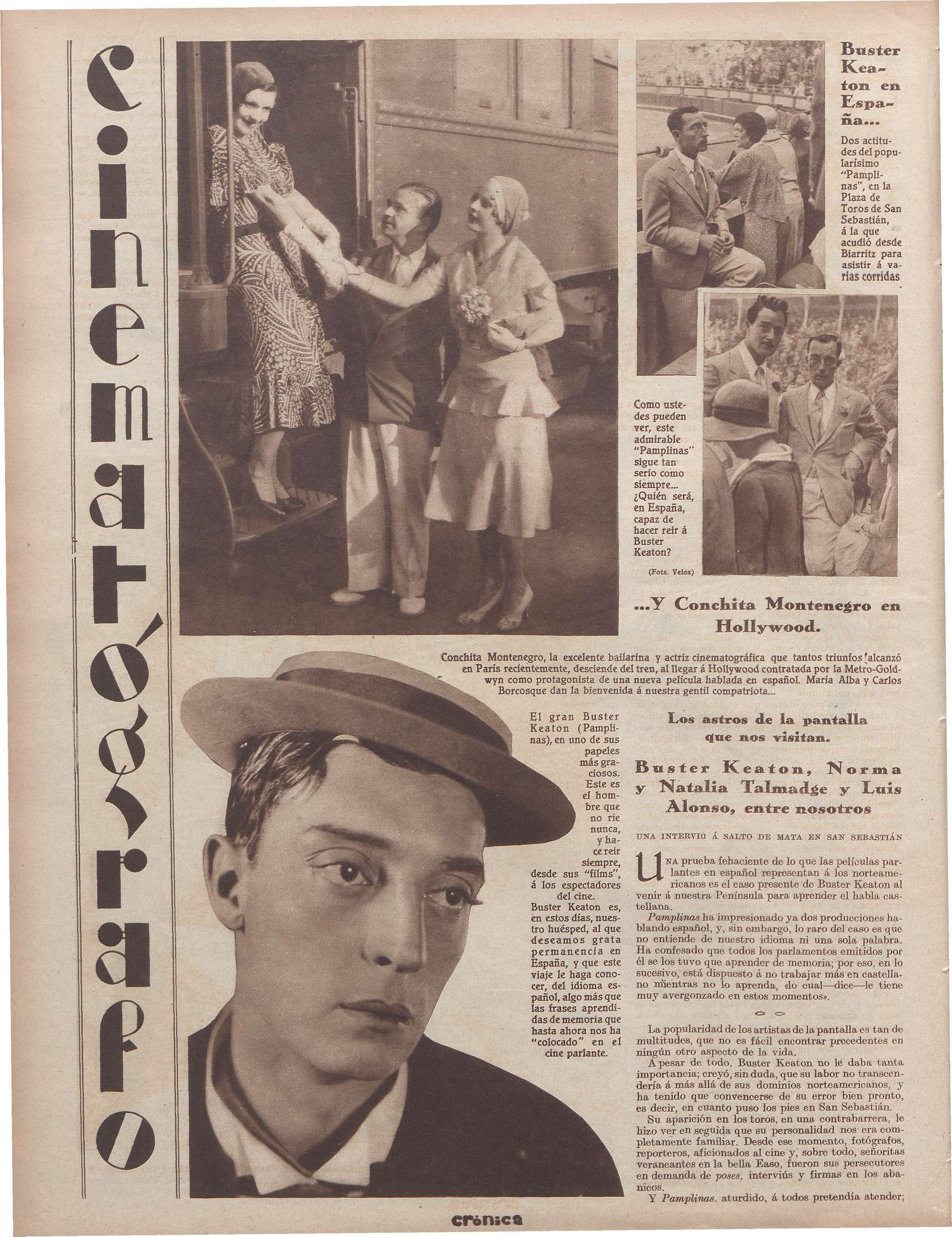
Reportatge sobre Buster Keaton en el nombre del 24 agost de 1930.